# Rhopalomeces discretus
Rhopalomeces discretus là một loài bọ cánh cứng trong họ Cerambycidae.